# Mirko Messner
Mirko Messner, né le 16 décembre 1948 à Slovenj Gradec (Slovénie), est un homme politique autrichien, porte-parole fédéral (Bundessprecher) du Parti communiste d'Autriche (KPÖ) depuis 2006.

## Biographie
Mirko Messner est né dans une famille de militants politiques. Après le traité d'État autrichien en 1955, il déménage avec sa famille en Autriche. Il étudie le slave et la philosophie allemande à l'université de Vienne où il obtient un doctorat en 1977.
En 1973, il rejoint le KPÖ. Il est élu porte-parole fédéral du Parti en 2006,, fonction qu'il exerce d'abord avec Melina Klaus, puis seul depuis 2012.
Depuis 2009, il est également rédacteur en chef du magazine mensuel Volksstimme.
Il est l'auteur de plusieurs publications.

## Vie privée
Mirko Messner est père de 3 enfants.